# الحد (الحيمة الداخلية)

تعديل مصدري - تعديل

الحد هي إحدى قرى عزلة بني النمري بمديرية الحيمة الداخلية التابعة لمحافظة صنعاء، بلغ تعداد سكانها 732 نسمة حسب تعداد اليمن لعام 2004.